# Brenguier Centols
Brenguier Centols fut chanoine de la cathédrale de Rodez (v. 1215-v. 1257) et sénéchal de Rouergue au service du comte de Toulouse Raymond VII de 1226 à 1233.
En 1246, il fut élu évêque de Rodez, mais l'archevêque de Bourges Philippe Berruyer refusa de confirmer cette élection malgré plusieurs sollicitations de la part du pape Innocent IV. On ignore les raisons réelles de ce refus, apparemment motivé par un manque de formation intellectuelle de l'élu ou par un vice de procédure.
En 1247, le chapitre entérina le refus de confirmation et élit évêque Vézian, un franciscain notaire du pape, qui fut rapidement confirmé et consacré par Innocent IV lui-même.